# NRP Hidra (1917)
Le NRP Hidra (« Hydre » en portugais) est un sous-marin de classe Foca, lancé par la marine portugaise en 1917.

## Engagements
Le navire a été commandé à La Spezia, où la quille a été posée en 1915. Le navire a été lancé le 9 septembre 1917 avant son adoption par la Commission, le 19 septembre 1917. Le navire a été retiré de la liste de la flotte en 1935.